# فو يوانهوي
فو يوانهوي ((بالصينية: 傅园慧); مواليد 7 كانون الثاني\يناير، 1996) هي سبّاحة صينية مختصّة بسباحة الظهر. فازت بالميدالية البرونزية في منافسات 100 متر ظهر للسيدات في الألعاب الأولمبية الصيفية 2016.

## نشأتها
ولدت فو في هانغتشو، جيجيانغ في الصين في 7 كانون الثاني\يناير 1996. وهي وحيدة والديها فو تشونشينغ (傅春昇) وشين ينغ (沈英).
بدأت السباحة بعمر 5 سنوات.

## السباحة

### الألعاب الأولمبية الصيفية 2012
في الألعاب الأولمبية الصيفية 2012 في لندن، نافست فس سابق 100 متر ظهر للسيدات، وأنهت السباق في المركز الثامن في التصفيات النهائية.

### بطولة العالم 2013
في بطولة العالم للألعاب المائية التي أقيمت في برشلونة عام 2013، حلّت فو في المركز الثاني في سباق 50 متر ظهر، مسجّلة زمن 27.39 ثانية، وفازت في السباق مواطنتها زهاو جينغ.

### الألعاب الآسيوية 2014
في دورة الألعاب الآسيوية 2014 التي أقيمت في إنتشيون، فازت فو بميداليتين ذهبيتين في سياقي 50 متر و100 متر للسيدات.

### بطولة العالم 2015

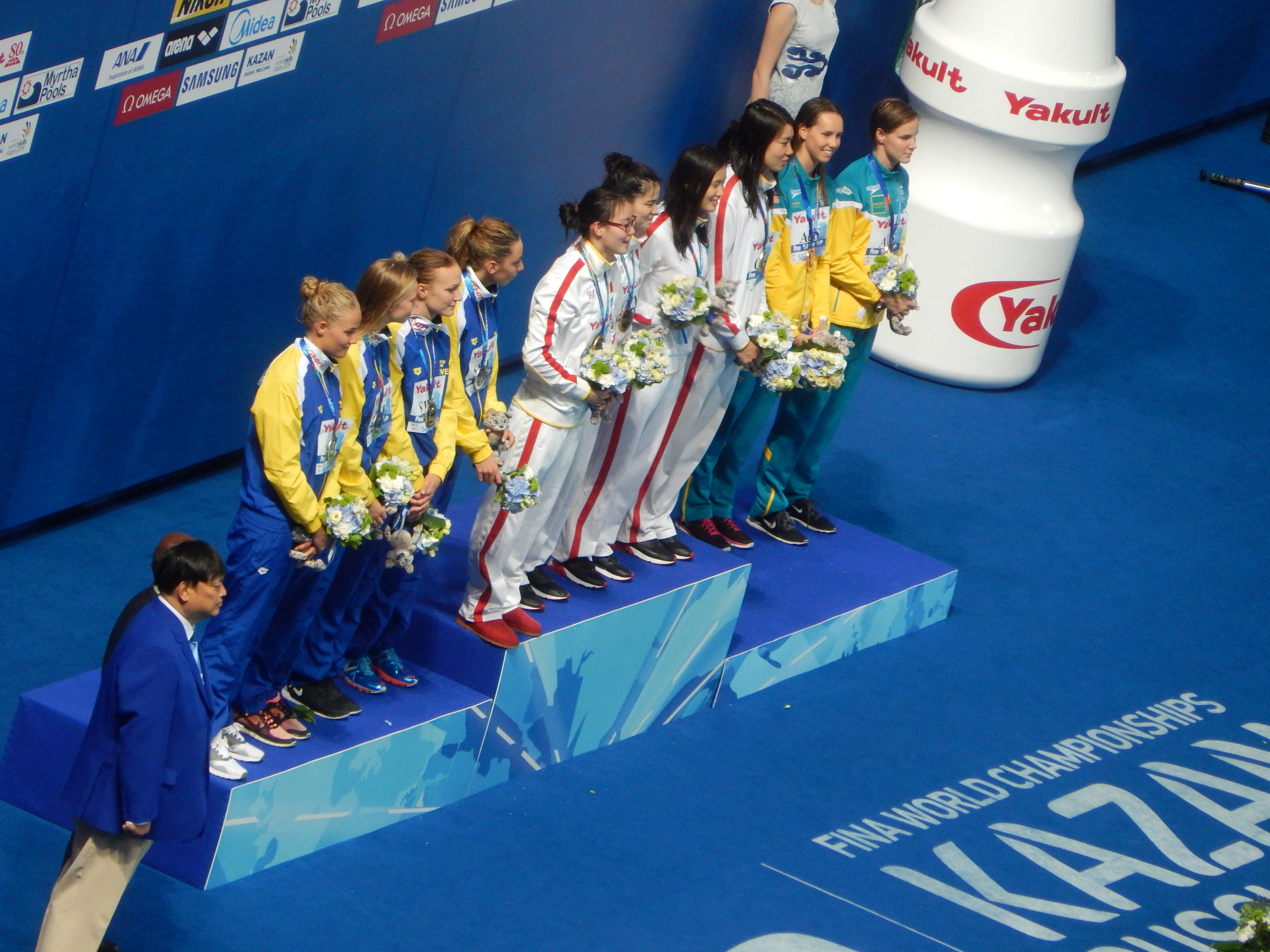
فو يوانهوي، تتويج الفائزات بسباق 4× 100 متر منوع للسيدات، فو على الدرجة الأولى إلى اليسار

فازت فو بسباق 50 متر ظهر في بطولة العالم 2015 وحصلت مع الفريق الصيني على ميدالية 4×100 متر منوع للسيدات، في مقابلة أجريت معها، اشتكت فو من أن رداء السباحة الذي استخدمته كان ضيّقاً جداً..

### الألعاب الأولمبية الصيفية 2016
في دورة الألعاب الأولمبية الصيفية 2016 والتي أقيمت في ريو دي جانيرو، حقّقت فو شعبية واسعة وأصبحت رمزاً في عالم السباحة في موطنها.
حصلت في على الميدالية البرونزية في سباق 100 متر ظهر سيدات. كما تخطّت الزمن القياسي الوطني في الصين حيث أنهت السباق بزمن قدره 58.76.

### بطولات آسيا للسباحة 2016
في بطولة آسيا للسباحة 2016 التي أقيمت في طوكيو، فازت فو بأول ميدالية ذهبية في تاريخها، حيث فازت بميدالية سباق 50 متر ظهر و100 متر ظهر؛ إضافة إلى ميدالية فضية في سباق 4×100 متر متنوع. كانت فو سعيدة للغابة بعرض ميدالياتها في صفحتها على موقع ويبو.

## حياتها الشخصية
منذ عام 2016، كانت فو أشهر رياضيي الصين. شاركت في بعض البرامج الحوارية التلفزيونية والأنشطة الخيرية، كما صادقت العديد من السباحين مثل سون يونغ ويي شيوين.
 كانت ضيفة برنامج غالا السنة الجديدة على شاشة CCTV عام 2017.

## الانجازات الشخصية
| الفعالية    | الزمن   | المنافسة                                                                        | التاريخ                       | ملاحظات        |
| ----------- | ------- | ------------------------------------------------------------------------------- | ----------------------------- | -------------- |
| 50 متر ظهر  | 27.11   | بطولة العالم للرياضات المائية 2015 - 50 متر سباحة ظهر سيدات، 6 آب (أغسطس)، 2015 |                               |                |
| 100 متر ظهر | 58.72   | بطول الصين الوطنية للسباحة 2017 - 100 متر سباحة ظهر سيدات                       | 12 نيسان (أبريل)، 2017        | رقم قياسي وطني |
| 200 متر ظهر | 2.08.84 | 2015 BHP Super Series                                                           | 30 كانون الثاني (يناير)، 2015 |                |